# إسبلاناد

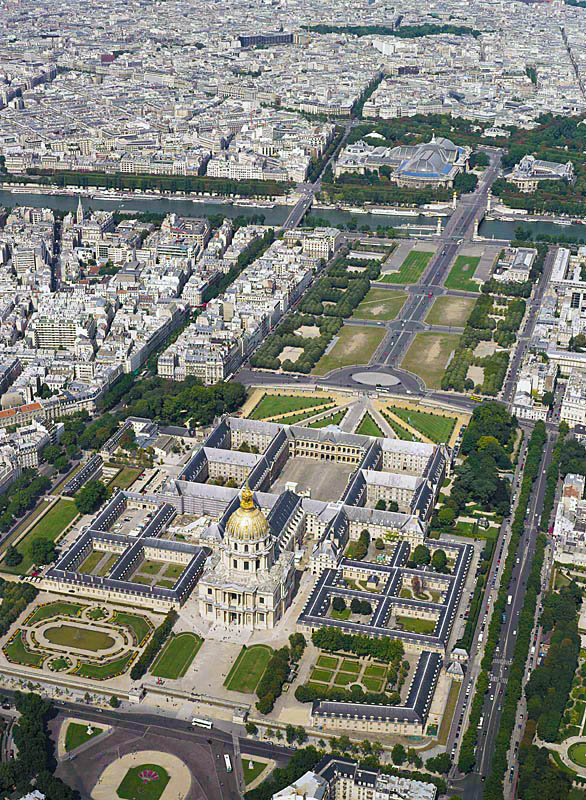
قصر الأنفاليد وإسبلاناد الأنفاليد في باريس

الإسبلاناد (والكلمة مشتقة من الفرنسية: esplanade؛ بالإسبانية: esplanada؛ بالإيطالية: spianata) هو وصف يطلق بالهندسة المعمارية الأوروبية على المستشرف: مكان عال يشرف على منظر شامل من تحت. وكان الإسبلاناد أصلًا فناء قلعةٍ أو فناء قصرٍ.